# 1e Parachutistenleger
Het 1e Parachutistenleger (Duits: 1. Fallschirm-Armee) was een onderdeel van de Wehrmacht in de Tweede Wereldoorlog. Aanvankelijk was het leger opgericht in april 1944 als een trainingscommando, dat een onderdeel vormde van Heeresgruppe D. Het vormde een louter administratieve eenheid. Op 4 september 1944 werd het leger ingezet als een veldleger. Het 1e Parachutistenleger vocht uitsluitend aan het westfront. Op 8 mei 1945 capituleerde het leger nabij Oldenburg.

## Ontstaan
Op 4 september 1944 kreeg een verbaasde General Kurt Student te horen van Generaloberst Alfred Jodl, chef van Operaties van het OKW, dat hij was benoemd tot bevelhebber van het 1e Parachutistenleger. De parachutisten waren echter over heel Duitsland verspreid en behalve het 6e Regiment onder leiding van luitenant-kolonel von der Heydte bestonden de andere eenheden slechts uit rekruten, die nog in opleiding waren. Zijn strijdmacht bestond uit een bataljon van het 2e Parachutistenregiment, vijf nieuwe regimenten in opleiding en het 'Ausbildung Bataljon Hermann Göring', dat over antitankgeschut beschikte. Ze beschikten nauwelijks over zware wapens en eigen transportmiddelen. Dezelfde dag bood Hermann Göring 20.000 extra manschappen aan van de Luftwaffe. Dit waren verbindingseenheden, grondpersoneel en piloten, die overbodig waren geworden omdat er nog nauwelijks vliegtuigen beschikbaar waren.
Met deze kleine strijdmacht kreeg General Student de opdracht om het gat in het westelijke front te dichten. Na de strijd bij Falaise was het Duitse front volledig ineengestort. Het 15e Leger trok langs de kust terug naar de monding van de Schelde en het 7e Leger ging in de richting van Aken. Hierdoor was een opening van 150 km tussen beide legers ontstaan en het Oberkommando der Wehrmacht vreesde dat de geallieerden hiervan zouden profiteren. Op 4 september had de geallieerde voorhoede reeds Antwerpen bereikt. De toegangsweg naar Noord-Duitsland was volledig onbeschermd. General Student besloot om een verdedigingslinie op te richten op de noordelijke oever van het Albertkanaal, dat van Antwerpen naar Maastricht liep. Het brede kanaal vormde de ideale antitankgracht, maar er waren geen bunkers of andere verdedigingspunten aan het kanaal. Bovendien lag de noordelijke oever lager dan de zuidelijke oever.
Als expert op het gebied van luchtlandingsoperaties was General Student gewend aan improvisatie. Hij besefte dat het minstens vijf dagen zou duren om alle eenheden ter plaatse te krijgen en daarom besliste hij om alle beschikbare transportmiddelen aan het 6e Parachutistenregiment toe te wijzen. Dit regiment vormde de kern van zijn strijdmacht en het bestond uit 6000 ervaren soldaten. General Student liet de Duitse militaire politie alle beschikbare treinen opvorderen en in de richting van Antwerpen dirigeren. De andere troepen moesten in hun eigen tempo volgen.
De bevelhebber van Heeresgruppe B, Generalfeldmarschall Walther Model, wees nog twee extra divisies toe aan het nieuwe 1e Parachutistenleger. De 719e Infanteriedivisie was een kustverdedigingsdivisie, gestationeerd in Nederland. De divisie bestond uit oudere soldaten, die ongeschikt waren voor frontdienst en jongeren zonder ervaring. Ze hadden tijdens de oorlog nog geen schot gelost. Hun commandant was Generalmajor Karl Sievers, een bejaarde generaal die in de Eerste Wereldoorlog had gevochten. De andere divisie was de 176e Infanteriedivisie, die zich in de buurt van Aken bevond. Ze bestond voornamelijk uit invaliden, revaliderende soldaten en zieken, die niet geschikt waren voor frontdienst. De zieken waren samengebracht in afzonderlijke bataljons. Er waren zelfs speciale dieetkeukens voor de bataljons, die aan maag- en darmkwalen leden.
In de namiddag van 5 september 1944 begonnen de eerste onderdelen van het 1e Parachutistenleger te arriveren aan het Albertkanaal. De treinen van de 719e Infanteriedivisie stopten in Breda, ten noorden van Antwerpen. Vanuit het station trokken de verschillende bataljons verder naar hun posities in Merksem en Wijnegem, ten oosten van Antwerpen. Toen Generalmajor Sievers merkte dat de Britten Antwerpen reeds hadden bevrijd, besloot hij een verdedigingslinie ten noorden van de stad te vormen. Een bataljon van de 34.SS-divisie Landstorm, dat naar Breda was gestuurd, werd door Generalmajor Sievers bij zijn divisie ingelijfd.
General Student kreeg hulp vanuit een onverwachte hoek. Tijdens de gevechten in Normandië had General Chill het grootste deel van zijn 85e Infanteriedivisie verloren. De overlevenden trokken zich terug naar Duitsland. Toen General Chill in Herentals het Albertkanaal bereikte, besloot hij stand te houden. Hij plaatste militaire politie bij de bruggen over het kanaal om alle Duitse soldaten tegen te houden. Infanteristen, chauffeurs, koks en kanonniers werden opgevangen, verzameld in nieuwe pelotons en achter het kanaal gelegerd. Op die manier vormde zich uit de restanten van drie divisies een nieuwe eenheid, Kampfgruppe Chill. Op zijn rechterflank maakte hij in de namiddag van 6 september contact met eenheden van de 719e Infanteriedivisie. Een dag later merkte General Chill dat de linkerflank van zijn Kampfgruppe werd gesteund door pas gearriveerde parachutisten.
Langzaam maar zeker begon het gat in het Duitse front zich te sluiten en vormde het 1e Parachutistenleger een dunne verdedigingslinie achter het Albertkanaal.

## Strijd in België en Nederland
Op 4 september 1944 bevrijdde de Britse 11e Pantserdivisie Antwerpen. Het verlies van de stad en de haven was een zware slag voor de Duitsers. Zolang ze echter nog de Scheldemonding in handen hielden, konden de geallieerden de haven niet gebruiken. Gesteund door verzetslieden probeerden de Britten vanuit de stad verder op te rukken, maar de Duitsers bliezen de brug bij Merksem over het Albertkanaal op. Tijdens de volgende dagen besloten de Britten een rustpauze in te lassen en te wachten op infanteriesteun. Deze onverwachte pauze gaf de 719e Infanteriedivisie van Generalmajor Sievers en Kampfgruppe Chill de kans om hun verdedigingslinie te versterken. De Britse troepen beperkten zich tot enkele verkenningsaanvallen, die zonder moeite werden afgeslagen. Op 7 september ondernamen de Britse eenheden een nieuwe poging om een bruggenhoofd te vestigen over het Albertkanaal, maar de 719e divisie hield stand.

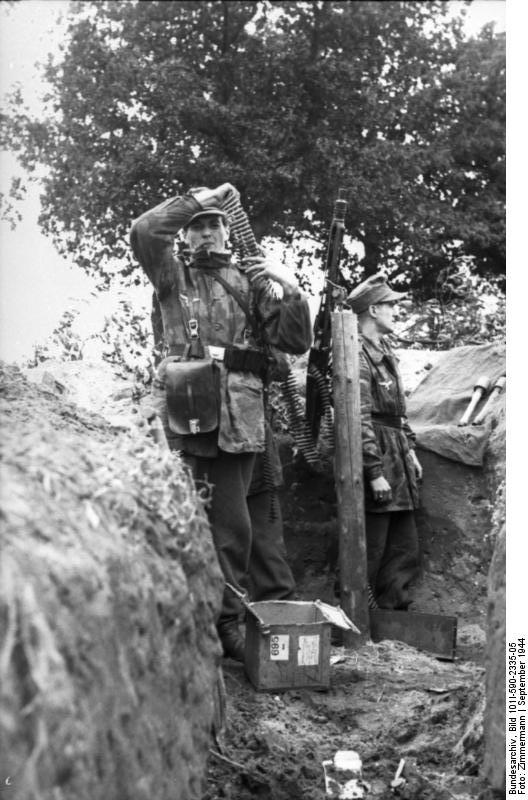
Duitse para's graven zich in

Terwijl de strijd in Merksem en Wijnegem woedde, probeerde de voorhoede van de Britse Guards Pantserdivisie verder naar het oosten een onbeschadigde brug over het Albertkanaal te vinden. Bij Oostham was de brug opgeblazen, maar bij Beringen wisten ze op 7 september 1944 een onbeschadigde brug te veroveren. Na een korte strijd werden de Duitse verdedigers verdreven. General Student gaf opdracht om het belangrijke verkeersknooppunt van Hechtel in handen te houden. Het kwam tot hevige gevechten tussen de Duitse parachutisten, gesteund door de gemechaniseerde kanonnen van het 'Ausbildung Bataljon Hermann Göring', en de Britse Welsh Guards. Gedurende vijf dagen werd er hevig gevochten rond Hechtel. Enkel toen de Duitse positie dreigde te worden omsingeld door de verovering van Neerpelt, werd het kruispunt ontruimd. Ook bij Geel kwam het tot felle gevechten. Bij Ten Aard, een gehucht nabij Geel, vestigde de 15e (Schotse) Infanteriedivisie een bruggenhoofd, maar op 21 september moesten ze het bruggenhoofd ontruimen.
Op 17 september 1944 ging Operatie Market Garden van start. Deze luchtlandingsoperatie sneed het front van het 1e Parachutistenleger in tweeën van Neerpelt tot Arnhem. Generalfeldmarschall Model reageerde onmiddellijk. De westzijde van de saillant werd toegewezen aan het 15e Leger en de oostzijde aan het 1e Parachutistenleger. Gesteund door de tanks en de pantsergrenadiers van het IIe SS-Pantserkorps probeerde General Student de corridor af te snijden. Ondanks verschillende aanvallen hielden de geallieerde troepen stand en het front stabiliseerde zich tot een patstelling. De geallieerden waren niet sterk genoeg om Arnhem te bereiken, maar de Duitsers waren niet sterk genoeg om de corridor te vernietigen.

## Strijd in Duitsland
Na de mislukking van Market Garden nam de strijd in de sector van het 1e Parachutistenleger af. Vanaf november 1944 begon het Duitse opperbevel troepen te verzamelen voor een aanval in de Ardennen en de legers aan het westfront werden herschikt. Het 15e Leger werd naar het zuiden verplaatst en zijn plaats werd ingenomen door het nieuwe 25e Leger. General Student werd bevorderd tot commandant van de nieuwe Heeresgruppe H, die behalve het 1e Parachutistenleger ook het nieuwe leger omvatte. Zijn opvolger als commandant van het 1e Parachutistenleger was General der Fallschirmjäger Alfred Schlemm, een bekwaam korpscommandant. Het 1e Parachutistenleger bleef in dezelfde frontsector, maar het moest wel zijn sterkste eenheden afstaan voor het Duitse offensief in de Ardennen. Eind december 1944 bestond het leger slechts uit één SS-pantserdivisie, één reguliere infanteriedivisie en één Volkssturmdivisie en enkele Kampfgruppen.
Begin februari 1945 bevond het 1e Parachutistenleger zich achter het noordelijke uiteinde van de Westwall. Deze verdedigingslinie, bestaande uit een netwerk van bunkers, loopgraven, prikkeldraadversperringen en drakentanden, vormde de westelijke verdedigingslinie van Duitsland. Hoewel Market Garden was mislukt, bestond er toch een kans dat de geallieerden de linie konden omzeilen. De frontlijn strekte zich uit voorbij de Maas, maar niet tot aan Rijn. Het gedeelte van de Westwall tussen de beide rivieren was aanzienlijk zwakker dan de rest. Hier bevond zich het Reichswald en in het woud was geen ononderbroken linie, maar enkel afzonderlijk bunkers en versterkte punten. Het Duitse opperbevel veronderstelde dat het woud op zichzelf een voldoende verdediging vormde.

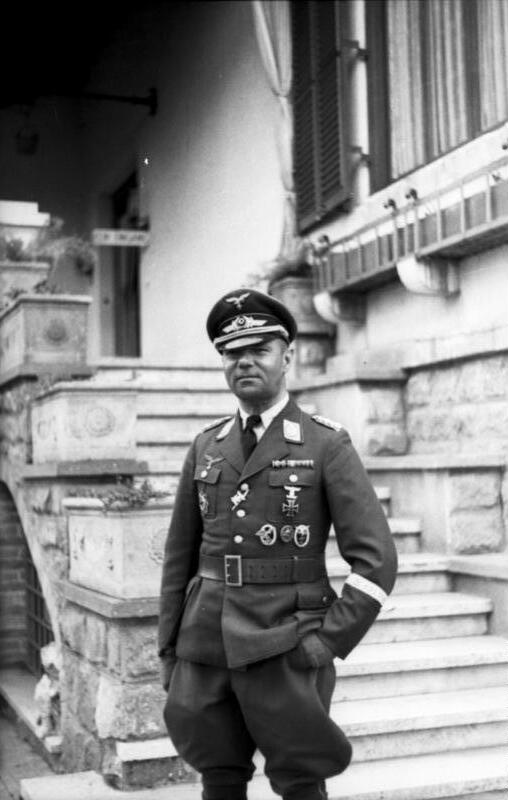
GeneralAlfred Schlemm

De bevelhebber van het 1e Parachutistenleger, General Alfred Schlemm, verwachtte echter wel een aanval door het Reichswald en hij had zijn troepen zodanig gepositioneerd om het geallieerde offensief op te vangen. General Schlemm besefte dat het woud het geallieerde luchtoverwicht en de mobiliteit neutraliseerde. Het zou een infanteriegevecht worden. Er waren in het woud nauwelijks wegen en bovendien waren alle wegen onverhard. Vanaf januari 1945 begon hij met de aanleg van drie verdedigingslinies in het Reichswald. Een scherm van voorposten van Wyler via de Groesbeekse heuvels tot aan de Maas vormde de eerste linie aan de westrand van het woud. Dorpjes en ommuurde hoeves werden verbouwd tot versterkte punten en omringd door prikkeldraadversperringen en mijnenvelden. Deze voorpostenlinie werd bemand door de onderbemande 84e Infanteriedivisie. Het was de bedoeling om de geallieerde opmars te vertragen zodat de reserves konden worden ingezet. Daarna moesten ze zich naar de hoofdverdedigingslinie terug trekken. Hier bevond zich de 7e Parachutistendivisie. General Schlemm beschouwde deze divisie als de beste eenheid in zijn leger. De hoofdverdedigingslinie liep ten westen van Kleef via Goch naar Weeze en verder naar de Maas. Deze linie bestond uit een netwerk van bunkers, loopgraven, mijnenvelden en antitankgrachten. Een vijftigtal antitankkannonen waren ingraven langsheen de linie. Omdat er maar een beperkt aantal betonnen bunkers waren gebouwd, had General Schlemm zijn soldaten in het woud gecamoufleerde houten bunkers laten bouwen. Op de flanken bij de Rijn en Maas waren voorzieningen getroffen om bij een geallieerde opmars grote delen van het land onder water te zetten. De derde en laatste linie liep van Rees aan de Rijn door het Hochwald naar Geldern. Deze linie bestond uit loopgraven, beschermd door prikkeldraad en mijnenvelden. De stenen huizen van de dorpjes werden versterkt. Het hele gebied was opgebouwd in verschillende zones, zodat een doorbraak in een bepaalde zone niet betekende dat de gehele linie was doorbroken. Mijnenvelden en antitankgrachten dwongen de aanvallers in de richting van de sterkst verdedigde zones.

## Slag om het Reichswald
Op 8 februari 1945 begon operatie Veritable. Gesteund door een luchtbombardement en een zware artilleriebarrage vielen Britse en Canadese eenheden de Duitse posities aan. In het zuiden moest het Amerikaanse 9e Leger gelijktijdig de aanval inzetten en de Roerdammen veroveren. Tegen de avond was de 84e divisie uitgeschakeld en had het Canadese 1e Leger de eerste linie op verschillende plaatsen doorbroken. Een dag later bliezen de Duitsers de Roerdammen op. Het water begon snel te stijgen en de aanval van het Amerikaanse 9e leger kwam tot stilstand. Hierdoor waren de Duitsers in staat om hun reserves naar het noordelijke deel van het front over te brengen en in te zetten tegen de Britse en Canadese troepen. General Schlemm kreeg de beschikking over de 15e Pantsergrenadiersdivisie en de 116e Pantserdivisie. Hoewel beide divisies tijdens het Ardennenoffensief zware verliezen hadden geleden, beschikten ze nog over voldoende tanks, stukken gemechaniseerde geschut en pantservoertuigen. Onder dekking van de nacht werden de beide divisies naar het front gedirigeerd.

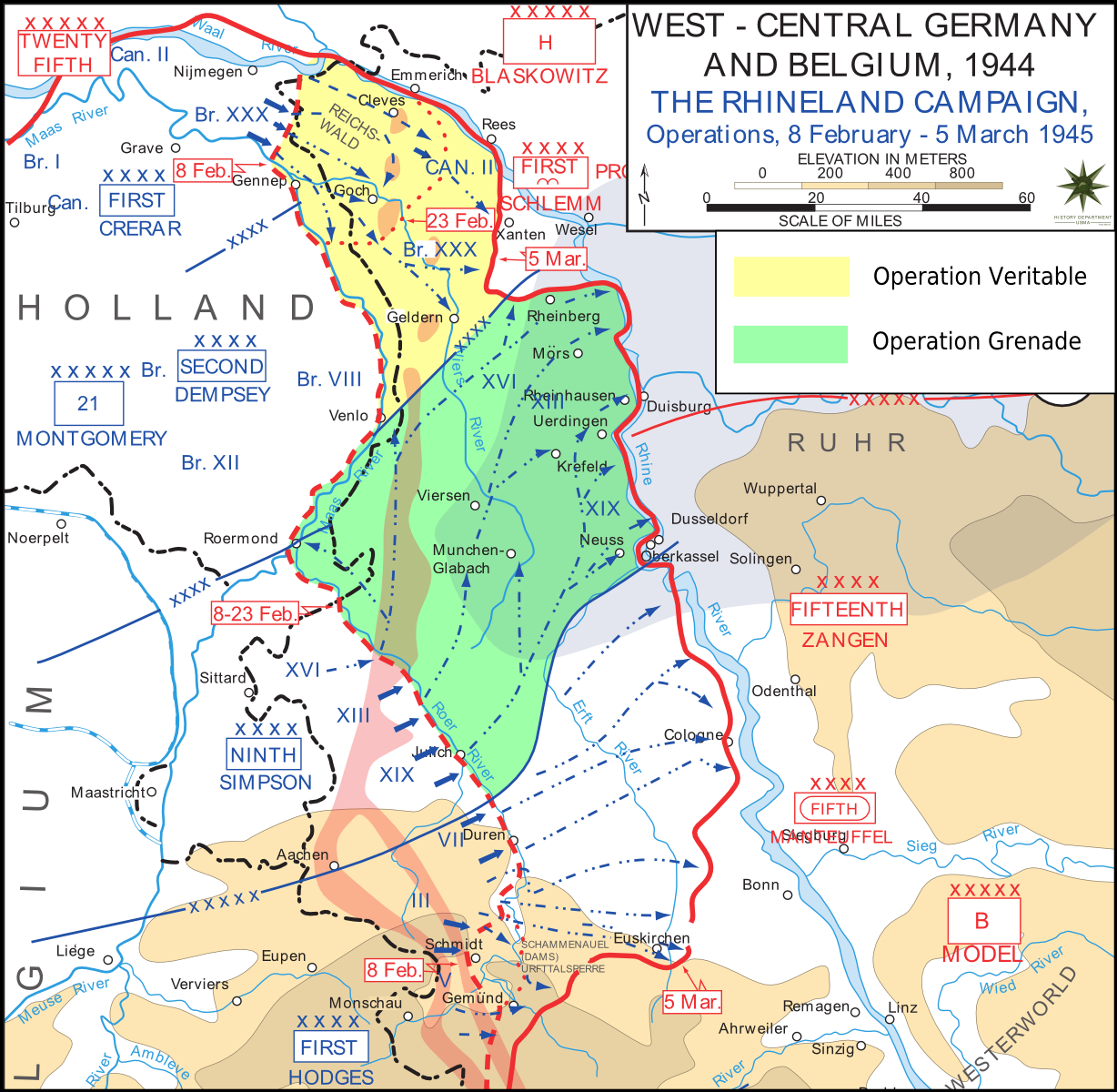
8 februari – 11 maart 1945: Slag om het Reichswald (geel)

Ondertussen gingen de gevechten in het Reichswald verder. De geallieerden concentreerden hun aanvallen in de richting van Goch en Kleef, maar de Duitsers hadden zich goed ingegraven. De inundaties en de weersomstandigheden belemmerden de geallieerde opmars. Regen en dooi maakten het woud bijna onbegaanbaar. De 7e Parachutistendivisie bood felle weerstand en elke bunker, hoeve en loopgracht moest worden veroverd. De pantsergrenadiers van de 15e Pantsergrenadiersdivisie gingen in de tegenaanval, maar de Canadezen hielden stand. Aanval en tegenaanval wisselden elkaar af, maar het geallieerde overwicht was te groot. Het Canadese 1e Leger beschikte over tanks, die speciaal waren ontworpen voor dit soort gevechten. Met de Crab, een Shermantank uitgerust met een vlegel, baanden de Canadezen zich een weg door de mijnenvelden. Terwijl de Churchill Crocodiles, een tank voorzien van een vlammenwerper, de Duitse posities bestookten. Langzaam werden de Duitsers teruggedreven naar het oosten. Op 17 februari 1945 bereikte het Britse 30e Legerkorps Goch. Zelfs met de inzet van drie divisies duurde het nog tot 21 februari 1945 om het 2e Parachutistenkorps van Generalmajor Eugen Meindl uit de stad te verdrijven.
Op 22 februari 1945 was de Duitse verdediging in het Reichswald gebroken, maar de geallieerde troepen waren uitgeput. General Harry Crear laste een pauze van enkele dagen in om zijn eenheden te hergroeperen. Van deze pauze in de gevechten wilde General Schlemm gebruikmaken om zich terug te trekken over de Rijn. Adolf Hitler weigerde toestemming te geven voor een terugtocht. Het 1e Parachutistenleger moest standhouden op de linkeroever van de Rijn en de toegangswegen tot Wesel beschermen. Op de rechterflank lag het 47e Pantserkorps voor Marienbaum en het 2e Parachutistenkorps verdedigde de sector Weeze tot Udem. Deze eenheden waren verzwakt door de gevechten in het Reichswald, maar beschikten nog over voldoende manschappen en hun moreel was ongebroken. Meer naar het zuiden bevond het 86e Legerkorps van General der Infanterie Erich Straube zich tussen Weeze en Venlo, terwijl de linkerflank werd gevormd door het 63e Legerkorps van Generalleutnant Abraham. Op papier was het een sterke verdediging, maar de twee laatste korpsen waren zwaar gehavend in de voorbije gevechten en ze hadden nog slechts de sterkte van een divisie.
Op 26 februari 1945 ging Operatie Blockbuster van start. De bedoeling was de vernietiging van de Duitse strijdkrachten op de linkeroever van de Rijn. Vanuit het noorden vielen het Britse 2e Leger en het 1e Canadese Leger de Duitse stellingen van het 1e Parachutistenleger aan. In het zuiden bestookte het Amerikaanse 9e leger de posities van het Duitse 15e leger. Aanvankelijk hielden de Duitsers stand. General Schlemm vormde verschillende gevechtsgroepen, bestaande uit enkele tanks, stukken gemechaniseerd geschut en enkele compagnieën parachutisten. Deze kleine, maar erg mobiele, eenheden werden voortdurend heen en weer gestuurd naar de meest bedreigde posities. Bovendien probeerde de Duitsers hun linies zo dicht mogelijk bij de geallieerde posities te leggen zodat ze hun artillerie en luchtmacht niet konden inzetten zonder gevaar hun eigen mensen te raken. Langzaam maar zeker werd het Duitse bruggenhoofd samengedrukt tussen het Amerikaanse 9e leger en het Britse 2e leger en het Canadese 1e leger. Na de ineenstorting van het Duitse 15e Leger was de zuidelijke flank van het 1e Parachutistenleger ongedekt.
Op 6 maart 1945 kreeg General Schlemm de toestemming om zich terug te trekken. Vanuit zijn hoofdkwartier op de linkeroever organiseerde hij de terugtocht. Onder dekking van de duisternis werden alle niet-essentiële eenheden naar de rechteroever overgebracht. Vervolgens begonnen zijn gevechtseenheden zich langzaam terug te trekken, terwijl ze een scherm van achterhoede-eenheden achterlieten. Op deze wijze implodeerde het bruggenhoofd op een ordelijke manier. Op 10 maart 1945 bliezen de Duitsers de laatste bruggen over de Rijn op en een dag later gaven de laatste Duitse soldaten op de linkeroever zich over.

## Verdediging aan de Rijn

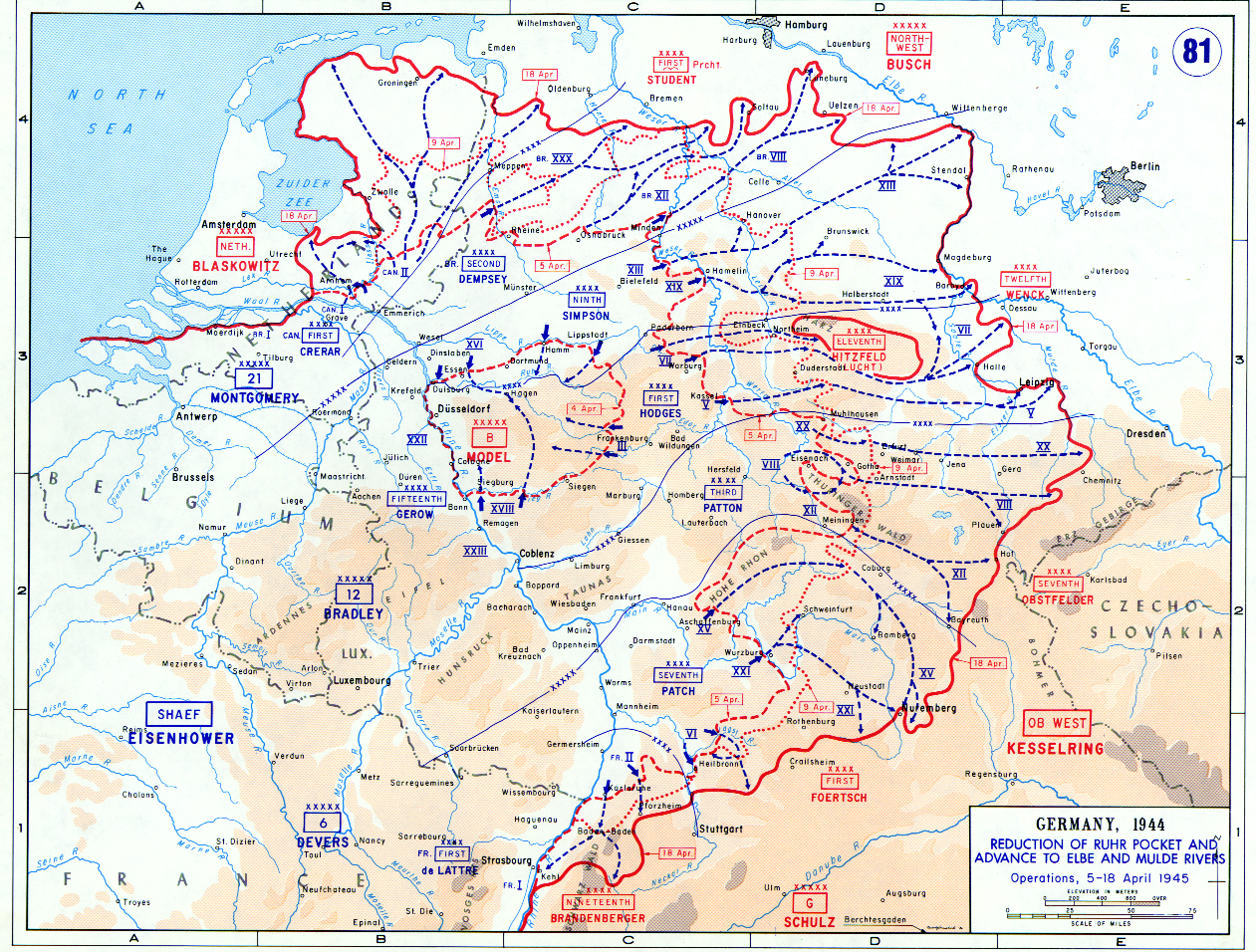
Geallieerde opmars in Noordwest-Duitsland, april 1945

Tussen 20 en 22 maart 1945 bombardeerde de geallieerde luchtmacht als voorbereiding van de oversteek de gebieden achter de posities van het 1e Parachutistenleger. Bruggen, wegen, kruispunten en spoorwegen werden vernietigd of waren dagen onbruikbaar. Dorpen waren geïsoleerd van het achterland. Vele Duitse eenheden waren afgesneden van de rest. Tientallen jachtbommenwerpers vielen vervolgens hoofdkwartieren, zendmasten, radio-eenheden en andere troepenconcentraties aan. Op 21 maart 1945 werd General Schlemm ernstig gewond bij een luchtaanval op zijn hoofdkwartier. Nog voordat de grondaanval was begonnen, had het 1e Parachutistenleger geen bevelhebber meer.

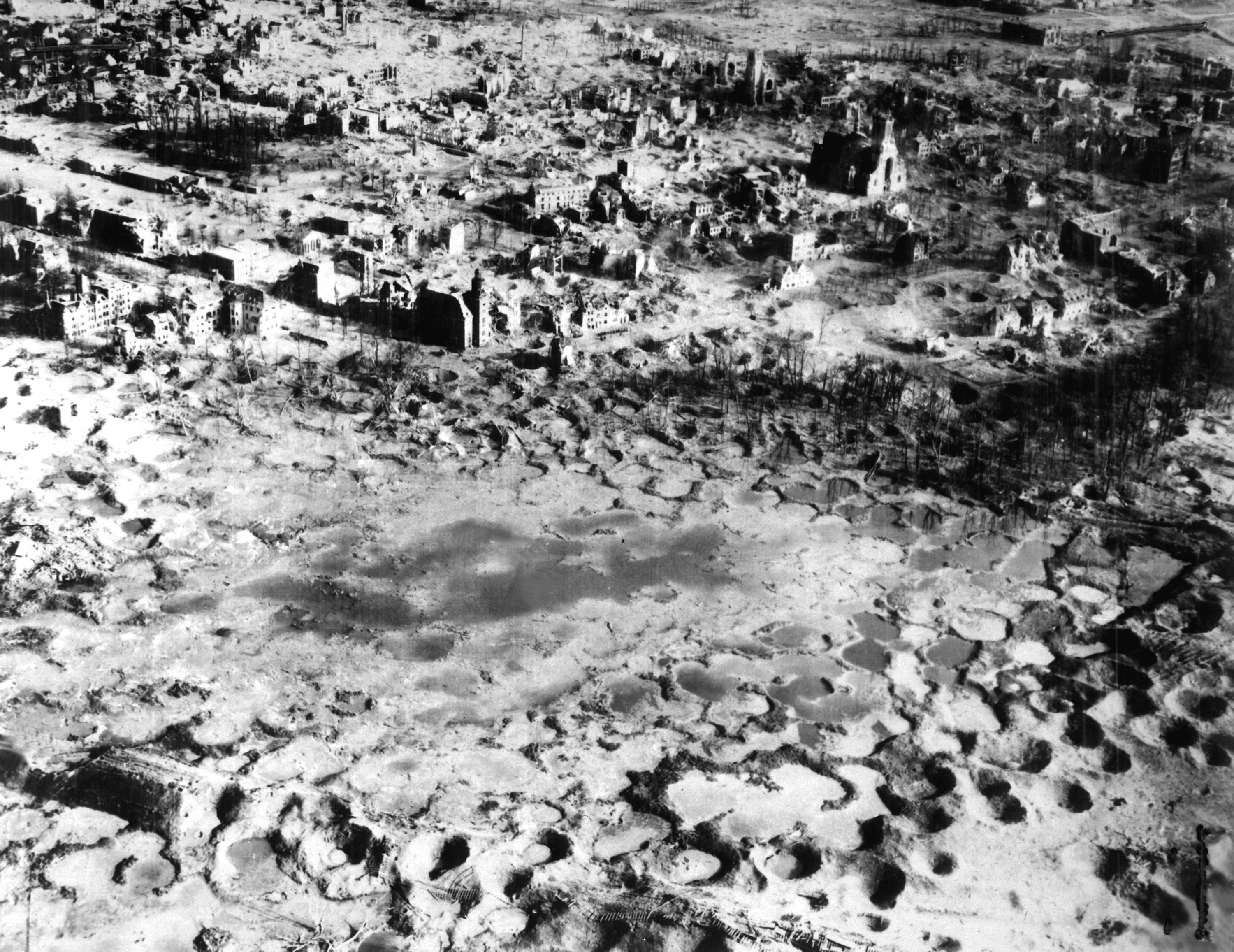
De stad Wesel werd grotendeels verwoest tijdens de gevechten

Het 1e Parachutistenleger verdedigde een front van Emmerik tot Duisburg. Het beschikte over 7 divisies, waarvan er geen enkele op volle sterkte was. Ze hadden een gebrek aan wapens, munitie en brandstof, maar ze hadden zich goed ingegraven en hun moreel was hoog. Op 23 maart 1945 begonnen de geallieerden met Operatie Plunder, de oversteek van de Rijn. De aanval van het 2e Britse Leger werd ondersteund door 1300 kanonnen. Na de zware artilleriebarrage staken de Britse troepen in de ochtend onder dekking van een rookgordijn de Rijn over. In het zuiden verliep de oversteek bij Rheinberg vlekkeloos. De Duitsers boden slechts lichte tegenstand en ze gaven zich snel over. Meer noordelijk kwam het tot zware gevechten. De Duitse 180e divisie hield stand in de ruïnes van Wesel en de Britse commando's moesten elk huizenblok veroveren.
Bij Xanten vestigde het 12e Britse Legerkorps een bruggenhoofd, maar het 1e Parachutistenleger wierp zijn laatste gepantserde reserves in de strijd en de Britten moesten in de verdediging gaan. Ze wisten de Duitse tegenaanval af te slaan en tegen de avond had hun bruggenhoofd een diepte van meer dan 8 kilometer. Ten noorden van de Lippe stak de 51e divisie de rivier over, maar ook zij konden slechts een klein bruggenhoofd veroveren. Toen de Britse commandant van de 51e divisie, Major-General Thomas Rennie, zijn manschappen kwam aansporen, werd hij gedood door een mortiergranaat.
Uiteindelijk moest het 1e Parachutistenleger de strijd opgeven. Onder druk van de geallieerden trokken de Duitsers zich terug in de richting van Bremen, waardoor er een opening in het front tussen het 1e Parachutistenleger en het 15e Leger ontstond. General der Infanterie Blumentritt nam het bevel over en hij trok het leger terug achter het Dortmund-Emskanaal. Hij besefte dat de oorlog was verloren en met instemming van zijn superieur, Generaloberst Blaskowitz, probeerde hij zijn troepen zo veel mogelijk te sparen. Om onnodige verliezen te vermijden, lastte hij alle tegenaanvallen af en hij weigerde om reserve-eenheden naar het front te sturen.

## Commandanten[1]
| Rang                        | Naam                | Begin           | Eind            |
| --------------------------- | ------------------- | --------------- | --------------- |
| General der Fallschirmjäger | Kurt Student        | 1 maart 1944    | 4 november 1944 |
| General der Fallschirmjäger | Alfred Schlemm      | 4 november 1944 | 28 maart 1945   |
| General der Infanterie      | Günther Blumentritt | 28 maart 1945   | 10 april 1945   |
| Generaloberst               | Kurt Student        | 10 april 1945   | 28 april 1945   |
| General der Infanterie      | Erich Straube       | 28 april 1945   | 8 mei 1945      |